# Три отрути

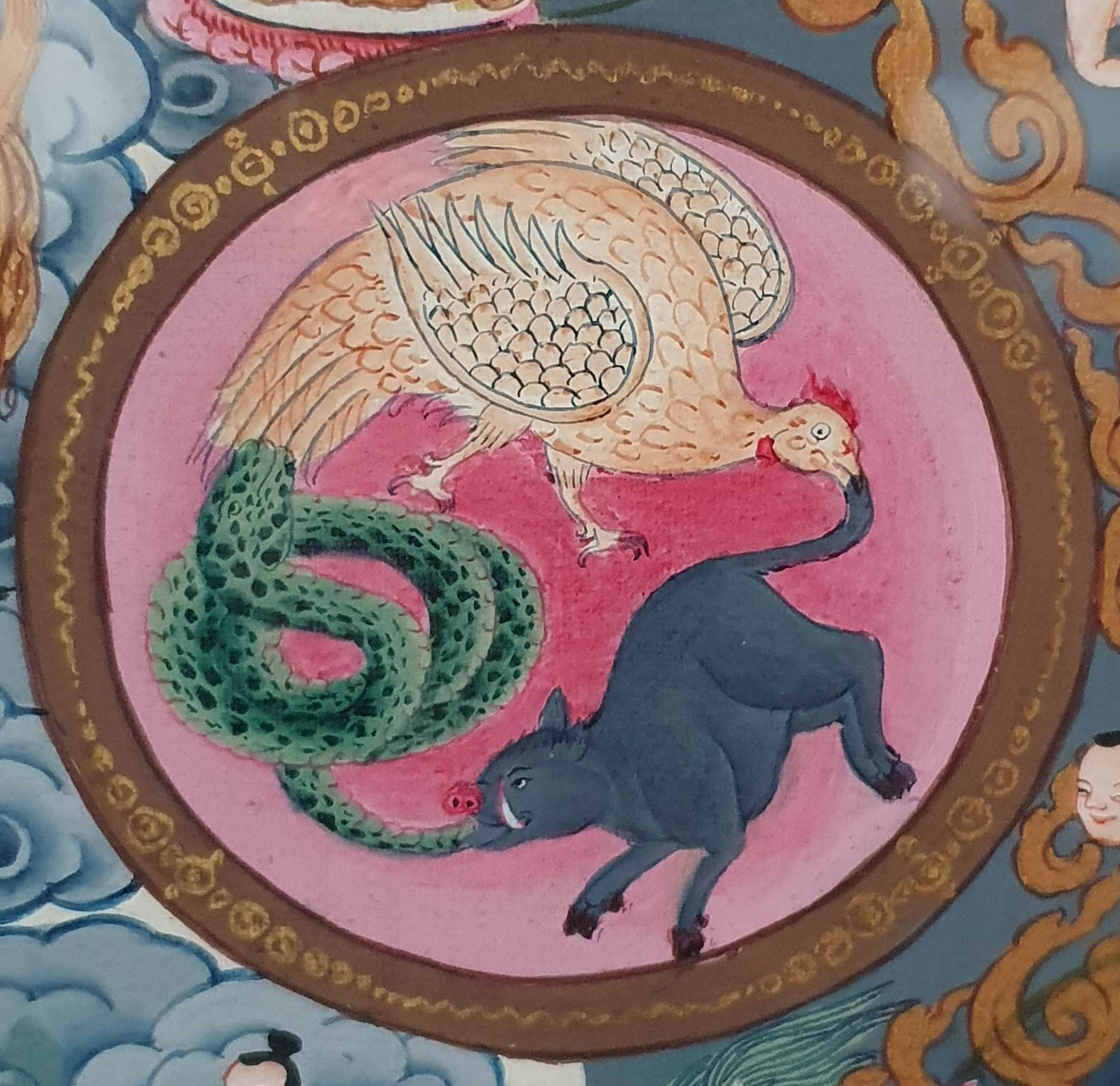
Три отрути представлені в центрі колеса життя у вигляді свині, птаха (півня) та змії.

Три Отрути (санскрит: triviṣa ; тибетська: dug gsum ) у традиції Махаяни або три шкідливі корені (санскрит: akuśala-mūla ; Pāli: akusala-mūla) у традиції Тхеравади є буддійським терміном, який відноситься до трьох коренів kleshas які призводять до всіх негативних станів. Ці три стани є оманою (моха), також відомою як невігластво; жадібність або чуттєва прихильність(рагха); і ненависть або відраза(двеша). Ці три отрути вважаються трьома стражданнями або вадами характеру, які є вродженими в істотах і є коренем жаги, і тому спричиняють страждання та перевтілення (переродження).
Три отрути символічно зображені в центрі буддистської картини Бхавачакра, з півнем, змією та свинею, що представляють жадібність, злу волю та оману відповідно.

## Короткий опис
У буддистських вченнях три отрути (невігластво, прихильність і відраза) є основними причинами, які утримують живих істот у пастці сансари. Кажуть, що ці три отрути є коренем усіх інших клеш. 
Три отрути зображені в центрі колеса життя у вигляді свині, птаха та змії (відповідно представляють невігластво, прихильність і відразу (огиду)). Як показано в колесі життя (санскрит: bhavacakra ), три отрути призводять до створення карми, яка призводить до переродження в шести царствах сансари.

## Протилежні корисні якості
Три здорові психічні фактори, які ідентифікуються як протилежності трьом отрутам, це:
- амоха (неомана) або paññā (мудрість)
- alobha (неприв'язаність) або dāna (щедрість)
- adveṣa (відсутність ненависті) або mettā (любляча доброта)

Буддійський шлях вважає це необхідним для звільнення.

## Санскрит/палі/тибетські терміни та переклади
Три клеші невігластва, прихильності та відрази називаються трьома отрутами (санскр. triviṣa; тибетською: dug gsum) у традиції Махаяни та трьома нездоровими корінням (Pāli, akusala-mūla; санскр. akuśala-mūla) у традиції Тхеравади.
Санскритські, палійські та тибетські терміни для кожної з трьох отрут такі:
| Отрута                       | Санскрит | Палі  | Тибетська  | Альтернативні англійські переклади                     | Санс. /палі/тиб. синонім                         |
| ---------------------------- | -------- | ----- | ---------- | ------------------------------------------------------ | ------------------------------------------------ |
| Омана                        | моха     | моха  | gti mug    | спантеличеність, здивування, невігластво               | avidyā (санскр.); avijjā (Pāli); ma rigpa (тиб.) |
| Прив'язаність (прихильність) | рагха    | лобха | 'dod chags | бажання, чуттєвість (чуттєва прихильність), жадібність | n/a                                              |
| Відраза                      | двеша    | доза  | же сданг   | гнів, ненависть, ворожість                             | n/a                                              |

У традиції Махаяни моха ідентифікується як підкатегорія авід'ї. Тоді як авід'я визначається як фундаментальне невігластво, моха визначається як омана, плутанина та неправильні переконання. У традиції Тхеравади моха та авідья є еквівалентними термінами, але вони використовуються в різних контекстах; Моха використовується, коли йдеться про психічні фактори, а авідья використовується, коли йдеться про дванадцять посилань.

## Дивіться також
- Буддійські шляхи до звільнення
- Бхавачакра
- Буддизм і психологія
- Двеша
- П'ять перешкод
- Клеші (буддизм)
- Карма в буддизмі (Karma in Buddhism)
- Сім смертних гріхів
- Taṇhā